# وسترخیست
وسترجست (به هلندی: Westergeest) یک منطقهٔ مسکونی در هلند است که در کلومرلاند ان‌نیوکرایس‌لاند واقع شده‌است. وسترجست ۶۲۱ نفر جمعیت دارد.